# 김영목 (외교관)
김영목(金永穆, 1953년 7월 22일 ~ )은 대한민국의 외교관이었다.

## 약력
- 1976년 11월 : 제10회 외무고시 합격
- 1977년 3월 : 외무부
- 1983년 8월 : 주코트디브와르2등서기관
- 1989년 1월 : 주미국대한민국대사관 1등서기관
- 1992년 1월 : 외무부 북미1과 과장
- 1993년 12월 : 주싱가포르대한민국대사관 참사관
- 1995년 : 경수로사업지원기획단 국제부장, 특보
- 1997년 5월 : 외무부 북미국 제2심의관
- 1998년 : 북미국심의관
- 1999년 7월 : 주유엔대한민국대표부 공사
- 2003년 5월 : 한반도 에너지 개발기구(KEDO) 사무차장
- 2006년 2월 : 경기도 국제관계자문대사
- 2007년 10월 : 제17대 주이란대한민국대사관 대사
- 2010년 6월 ~ 2012년 9월 : 제22대 주뉴욕대한민국총영사관 총영사
- 2012년 9월 : 한국수입업협회 부회장
- 2013년 : 박근혜 정부 인수위원회 외교·국방·통일 전문위원
- 2013년 5월 ~ 2016년 5월 : 제10대 한국국제협력단(KOICA) 이사장
- 2017년 : 서울대 행정대학원 객원교수, 영남대 석좌 교수
- 2017년 ~ 현재 : 지앤엠글로벌문화재단 (Grace & Mercy Foundation) 공동 대표
- 2018년 : (주)LS 사외이사, ESG 경영위원

## 학력
- 1976년 2월 : 서울대학교 불문학과 학사
- 1982년 2월 : 프랑스 파리 대학교 국제행정대학원 국제관계학과 사회과학 석사
- 1991년 8월 : 미국 컬럼비아 대학교 대학원 행정학 석사 수료

### 비학위 수료
- 2002년 ~ 2003년 : 미국 컬럼비아 대학교 방문 연구원

## 수상
- 2013년 : 홍조근정훈장
- 2015년 : 세네갈 국가공로훈장